# Kesselschlacht
Der Begriff Kesselschlacht (Synonym: Umfassungsschlacht) beschreibt eine militärische Lage, bei der es einer Kriegspartei während einer Feldschlacht gelingt, den Gegner mit eigenen Truppen ein- oder beidseitig zu umfassen (einzukesseln). Die Kesselschlacht ist somit abzugrenzen von einer reinen Belagerung, bei der eine der Parteien willentlich eine Umschließung in Kauf nimmt, um ein befestigtes Gebiet oder eine Festung zu halten und den Gegner so zu binden. Bekannte Beispiele für Kesselschlachten sind Cannae und aus deutscher Sicht Tannenberg, die Eroberung von Kiew und die Schlacht von Stalingrad.

## Genauere Begriffserläuterung und Taktik
Ziel jeder Kesselschlacht ist als erstes die Einschließung des Gegners. Dies kann mitunter voraussehbar, oft aber völlig überraschend passieren und ist sowohl auf offenem als auch eingeengtem Gebiet möglich. Dabei ist zu beachten, dass auf freiem Terrain eingeschlossene Truppen sich im Gegensatz zu belagerten nicht hinter vorbereiteten, befestigten Rückzugsstellungen verschanzen können und ihre oft weiter rückwärts gelagerte Versorgung durch die Einschließung zudem großteils in den Besitz des einschließenden Gegners gelangt.
In solcher Lage, gleich ob anfangs weiträumig, oder von Anbeginn eingeengt (Wien 1683) lässt selbst Clausewitz die Möglichkeit offen, die Festung unbedingt als Wellenbrecher zu halten, oder die Einschließung aufzusprengen, um Truppen und Material für eine verkürzte Front zu bewahren. Ein eingeschlossener Truppenteil oder -verband tendiert dazu, so rasch wie möglich auszubrechen, um einer mit Erschöpfung der Vorräte und bei unsicheren Hilfszusagen und -leistungen gewissen Niederlage zu entgehen. Die Sprengung des Einschlusses kann – rasch und zielsicher eingeleitet und durchgeführt – sehr wohl aus eigener Kraft gelingen. Bei längerer Dauer und bereits bestehender Erschöpfung der Verteidiger in psychisch-physischer wie materieller Hinsicht kann der Ausbruch schließlich nur noch dann gelingen, wenn in präziser Abstimmung Kräfte von außen den auf einen Punkt der Einschließungsfront gerichteten Anstrengungen von innen begegnen.

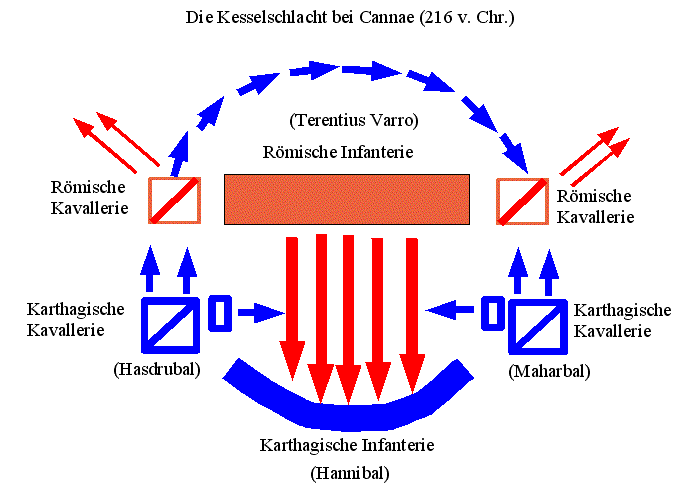
Die Schlacht bei Cannae

Der kriegsgeschichtliche Name der jeweiligen „Kesselschlacht“ wird von der betroffenen Region oder Stadt abgeleitet (z. B. Kolberg, Breslau, Halbe/Berlin).
Militärisch ausgedrückt, beginnt eine Einkesselung oder Einschließung mit einem Angriff an einer (Beispiel: Überflügelung des römischen Heeres durch die karthagische Reiterei) oder – wenig zeitverschoben – an beiden Flanken (Beispiel Stalingrad) der in einem Sturmlauf weit vorgestoßenen gegnerischen Kräfte. Ein Angriff auf die Flanken ist für die unter solchen Gegebenheiten Angegriffenen zumeist deshalb fatal, da er auf rückwärtige, wenig verteidigungsbereite Truppenteile trifft. Aus einer anfänglich noch schwachen Umfassung wird zunehmend eine feste Einschließung. Deren Ziel ist es, den Einschließungsraum zu verkleinern, bis ein festungsähnliches, oder zur Festung erklärtes Restgebiet sich einer von allen Hilfen ausgeschlossenen Belagerung ausgesetzt sieht.
Vorstufe und Warnung vor einer drohenden Einkesselung ist gegeben, sobald Einheiten bereits auf drei Seiten den Gegner vor sich sehen (vgl. Frontausbuchtung im großen Donbogen als Voraussetzung für Stalingrad).
Für die Truppe ist die vollzogene Einschließung – sie kann auch nur dreiseitig sein, wenn die vierte Seite von der Natur vorgegeben ist (Meer, Gebirge, Fluss) – eine existentielle Bedrohung, da die Nachschubwege verloren sind. Die sich ausbreitende Erkenntnis dieses Zustandes wirkt demoralisierend und kann die Kampfbereitschaft nur mit massiven Hilfezusagen noch einige Zeit stärken. Die Versorgung über eine Luftbrücke ist prinzipiell zwar möglich, setzt aber große Ressourcen und Sicherheiten bei Transportflugzeugen, deren Start, Flug und Landung voraus (fehlte z. B. bei der Schlacht von Stalingrad).

## Begriffsverwendung
Die alltägliche Verwendung des Begriffs „Kesselschlacht“ hat sich besonders nach dem Zweiten Weltkrieg verschoben. So wird nicht mehr beachtet, dass kein prinzipieller Gegensatz zu einer in aller Regel kleinräumigeren „Umfassung“ oder Belagerung besteht. Stattdessen setzt der Begriff der Kesselschlacht nun zwingend ein anfangs noch weitläufiges Terrain voraus, auf dessen Fläche der Gegner eingeschlossen wird. Damit entspricht diese alltägliche Verwendung nicht mehr der herkömmlichen Definition, die in der Militärtheorie verwendet wird, da so z. B. die zweite Belagerung Wiens (1683, Türkenbelagerung) nicht mehr unter diesen Begriff fiele.

## Einschließungen in der neueren Geschichte
In der Kriegsgeschichte ist der Gedanke der möglichst vollständigen Vernichtung einer feindlichen Armee und der damit gegebenen Möglichkeit, ein schnelles, vielleicht sofortiges Kriegsende herbeizuführen, erst im 19. Jahrhundert wieder aufgegriffen worden. Als klassisches Beispiel wurde die Schlacht von Cannae angesehen, weshalb man bei einer Einkesselung und Vernichtung des Gegners oft von einem „Cannae“ spricht, obwohl dies kriegshistorisch keine vollständige Vernichtungsschlacht war, da sich 40 % des römischen Heeres retten konnte und Rom den Krieg als „Ermattungsstrategie“ gegen den durch Nachschubmangel behinderten Hannibal weiter führte.
Die Schlacht von Sedan und die Belagerung von Metz (September/Oktober 1870) jeweils mit Einschließung einer feindlichen Armee beendeten den Krieg zwar nicht sofort, ermöglichten jedoch die Belagerung von Paris und ein Kriegsende nur wenige Monate später.
Im Ersten Weltkrieg sah die deutsche Kriegsplanung an der Westfront ein Super-Cannae vor – die „fantastischste Kesselschlacht aller Zeiten.“ Die französische Armee sollte an der Schweizer Grenze durch eine massive und weiträumige Umfassungsbewegung des rechten deutschen Armeeflügels umfasst, eingekesselt und vernichtet werden. Durch Rückzug konnten die alliierten Truppen der Umfassungsbewegung entgehen. Der Bewegungskrieg erstarrte nach der gescheiterten Eröffnungsoffensive schließlich im Stellungskrieg. Der tatsächliche Kriegsverlauf entsprach den Erwartungen der Militärstrategen im gesamten Verlauf des Krieges auf Seiten aller Beteiligten soweit nicht – mit einer einzigen Ausnahme: In der Schlacht bei Tannenberg (1914) sah sich das „Cannae-Ideal“ des Strategen Alfred von Schlieffen (1833–1913) erfüllt. Dort gelang der zahlenmäßig unterlegenen deutschen 8. Armee mit einer massiven Kesselschlacht die Zerschlagung der 2. russischen Armee.
Neue technische und taktische Entwicklungen im Ersten Weltkrieg, etwa die Entwicklung der Panzerwaffe und die Stoßtrupptaktik, zielten auf den erneuten Übergang in den Bewegungskrieg ab. Jedoch lag dem Einsatz dieser Mittel lediglich die Intention zu Grunde, einen Durchbruch zu erzielen, nicht aber die Einkesselung des Gegners zu bewirken, was eine Einlassung von Erich Ludendorff (Mitglied der Obersten Heeresleitung) belegt. Auf die Frage nach dem operativen Ziel der Frühlingsoffensive 1918 entgegnete er: „Das Wort Operation verbitte ich mir. Wir hauen ein Loch hinein. Das Weitere findet sich.“
Aus den Erfahrungen des Ersten Weltkriegs erwuchs erst in der Nachkriegszeit die Erkenntnis, dass mit ihr nicht nur Ein- und Durchbrüche, sondern auch Umfassungen möglich waren. In Deutschland geschah dies in Kooperation mit der Roten Armee und ihrem (später von Stalin liquidierten) Marschall Tuchatschewski. Die Zusammenarbeit mit der Reichswehr unter Generaloberst Hans von Seeckt begann vor 1933 in der klaren Intention, den Versailler Vertrag und seine diesbezüglichen Beschränkungen zu umgehen, wie es übrigens auch beim Aufbau der Luftwaffe der Fall war. In Frankreich befasste sich Charles de Gaulle damit und erzielte auch Anfangserfolge, diese indessen zu spät, um sich gegenüber den weitgreifenden Vorstößen der deutschen Panzerdivisionen noch behaupten zu können. Panzer waren es vor allem, die im Krieg mit der Sowjetunion von 1941 bis zu dessen Ende 1945 erst der deutschen (Doppelschlacht bei Wjasma und Brjansk, Kiew), dann der sowjetischen Seite (Schlacht von Stalingrad, Kesselschlacht von Kamenez-Podolski, Operation Bagration) schnelle Operationen bis tief in den Rücken des Feindes und damit die Einschließungen ganzer gegnerischer Armeen ermöglichten.
Die keineswegs neue Bezeichnung Kesselschlacht verbreitete sich besonders seit 1941/42, weil es sowohl um vollkommene Einschließungen ging, als auch die Masse der beteiligten Truppen es in einigen Fällen rechtfertigte, von einer „Schlacht“ und nicht nur von „Kämpfen“ zu sprechen (z. B. Demjansk).

## Beispiele historischer Kesselschlachten

### Antike
- Schlacht an der Trebia – das karthagische Heer unter Hannibal schlug in der ersten überlieferten Umfassungsschlacht der Geschichte den zahlenmäßig stärkeren römischen Gegner (18. Dezember 218 v. Chr.)
- Schlacht von Cannae – das karthagische Heer unter Hannibal schlug nahezu vernichtend die zahlenmäßig überlegene Armee der Römer (2. August 216 v. Chr.)
- Schlacht bei Carrhae – die von Marcus Licinius Crassus befehligten Römer verzeichneten gegen die Parther unter Surenas eine der größten Niederlagen ihrer Geschichte, ca. 20.000 gefallene und 10.000 gefangene römische Soldaten (53 v. Chr.)
- Schlacht um Alesia – Gaius Iulius Caesar belagerte Vercingetorix nach dessen Rückzug nach Alesia, wehrte ein Entsatzheer ab und zwang die Gallier zur Aufgabe (52 v. Chr.)
- Schlacht am Casilinus – ein fränkisches Heer ging gegen eine von Narses geführte oströmische Armee vollständig unter (Frühjahr 554)

### 16. Jahrhundert
- Erste Wiener Türkenbelagerung (1529)

### 17. Jahrhundert
- Zweite Wiener Türkenbelagerung (1683)

### 18. Jahrhundert
- Schlacht bei Fraustadt – im Großen Nordischen Krieg besiegte ein zahlenmäßig unterlegenes schwedisches Heer die sächsisch-russische Streitmacht (Februar 1706)
- Schlacht von Cowpens – im Amerikanischen Unabhängigkeitskrieg umfassten amerikanische Truppen und Milizen unter Daniel Morgan ein britisches Heer und schlugen es vernichtend (1. Januar 1781)
- Belagerung von Mantua – Napoléon Bonaparte besiegte die Österreicher im Italienfeldzug des Ersten Koalitionskriegs (Juni 1796–Februar 1797)

### 19. Jahrhundert
- Schlacht bei Sedan 1870
- Belagerung von Paris 1870/71

### 1900–1945

#### Erster Weltkrieg
- Schlacht bei Tannenberg – die 8. deutsche Armee besiegte die 2. russische Armee (Ende August 1914)

#### Spanischer Bürgerkrieg
- Belagerung von Madrid – leitete das Ende des Spanischen Bürgerkriegs ein (Oktober 1936 bis 28. März 1939)

#### Japanisch-Sowjetischer Grenzkonflikt
- Schlacht am Chalchin Gol – sowjetische Einheiten unter Schukow vereitelten die japanische Expansion nach Norden (August 1939)

#### Zweiter Weltkrieg
- Kesselschlacht bei Białystok und Minsk – führte zur Offensive auf Smolensk und Moskau (22. Juni bis 9. Juli 1941)
- Kesselschlacht bei Smolensk – die Rote Armee verlor 760.000 Mann (10. Juli bis 10. September 1941)
- Kesselschlacht bei Uman – Vernichtung von 20 Divisionen der Roten Armee (15. Juli bis 8. August 1941)
- Schlacht um Kiew – 665.000 sowjetische Soldaten gerieten in deutsche Kriegsgefangenschaft (23. August bis 26. September 1941)
- Belagerung Leningrads – mit ca. einer Million zivilen Opfern (8. September 1941 bis 27. Januar 1944)
- Doppelschlacht bei Wjasma und Brjansk – eine der größten militärischen Niederlagen der Sowjetunion während des Zweiten Weltkrieges (30. September bis 30. Oktober 1941)
- Schlacht von Stalingrad – Untergang der deutschen 6. Armee (November 1942 bis Februar 1943)
- Kesselschlacht bei Witebsk – im Juni 1943 während der Operation Bagration
- Tunesienfeldzug – Im „Tunis-Kessel“ kapitulierte die Heeresgruppe Afrika mit mehr als 200.000 Soldaten (Mai 1943)
- Kesselschlacht von Tscherkassy – Einschließung eines Teils der deutschen 8. Armee, Ausbruch unter großen Verlusten (Januar/Februar 1944)
- Kesselschlacht von Kamenez-Podolski – Ausbruch der 1. Panzerarmee durch „Wandern“ des Kessels (März/April 1944)
- Kessel von Vilnius und Beginn des polnischen Aufstands (1944)
- Kessel von Falaise – Kessel nicht vollständig geschlossen, trotzdem große Verluste (August 1944)
- Kessel von Mons – bis zum 6. September 1944 rieben US-Truppen der First United States Army mehrere deutsche Divisionen fast vollständig auf und machten 25.000 Gefangene
- Kurland-Kessel, Oktober 1944 bis Mai 1945
- Schlacht um Budapest, in der Zeit von Dezember 1944 bis Februar 1945
- Kesselschlacht von Heiligenbeil, vom 26. Januar bis 29. März 1945
- Ruhrkessel – Untergang der Heeresgruppe B, die Westalliierten machten 300.000 Gefangene (April 1945)
- Kessel von Halbe – 80.000 deutsche Soldaten und tausende Zivilisten eingekesselt (April 1945)
- Schlacht um Berlin – letzte bedeutende Schlacht des Zweiten Weltkrieges in Europa (April/Mai 1945)
- Sowjetische Invasion der Mandschurei – die Rote Armee eroberte Mandschukuo, 600.000 Japaner gerieten in Gefangenschaft (August 1945)

### Seit 1945
- Schlacht um Điện Biên Phủ – Sieg der Việt Minh über Frankreich im ersten Indochinakrieg (März–Mai 1954)
- Schlacht von Mogadischu – trotz kurzer Dauer von nur wenigen Stunden entscheidend für den weiteren Verlauf des somalischen Bürgerkriegs (1993)
- Belagerung von Sarajevo – mit 1.425 Tagen die längste Belagerung im 20. Jahrhundert (April 1992-Februar 1996)